# Südafrikanische Halbmarathon-Meisterschaften
Die Südafrikanische Halbmarathon-Meisterschaft ist ein jährlicher internationaler Langstrecken-Straßenlauf über die Halbmarathon-Distanz (21,0975 km) zwischen südafrikanischen Nationen, der von der Confédération Africaine d’Athlétisme (CAA) organisiert wird. Er wurde im Jahr 2000 ins Leben gerufen und ist neben den nord- und ostafrikanischen Halbmarathon-Meisterschaften eine von drei regionalen Halbmarathon-Meisterschaften, die von der CAA organisiert werden.
Der Wettbewerb ist neben den wichtigsten Leichtathletikmeisterschaften der afrikanischen Südregion und den Langlaufmeisterschaften der afrikanischen Südregion einer von drei Leichtathletikmeisterschaften der Senioren, die für die Südregion organisiert werden. Beide Veranstaltungen finden in ungeraden Jahren statt.
1989 wurde eine südafrikanische Marathon-Meisterschaft ausgetragen.

## Veranstaltungen
| Nr. | Jahr | Stadt          | Staat      | Datum         | Athleten          |
| --- | ---- | -------------- | ---------- | ------------- | ----------------- |
| 1   | 2000 | Gaborone       | Botswana   |               | [ 1 ]             |
| 2   | 2001 | Lusaka         | Sambia     |               | [ 1 ]             |
| 3   | 2002 | Belle Mare     | Mauritius  |               | [ 1 ]             |
| 4   | 2003 | Swakopmund     | Namibia    |               | [ 1 ]             |
| 5   | 2004 | Chitungwiza    | Simbabwe   | 10. Oktober   | [ 1 ]             |
| 6   | 2005 | Mahé           | Seychellen | 5. November   | [ 1 ]             |
| 7   | 2006 | Maputo         | Mosambik   | 24. September |                   |
| 8   | 2007 | Maseru         | Lesotho    | 22. September |                   |
| 9   | 2008 | ?              |            |               |                   |
| 10  | 2009 | Moroni         | Komoren    | 12. April     |                   |
| 11  | 2010 | Blantyre       | Malawi     | September     | [ 7 ] [ 8 ] [ 9 ] |
| 12  | 2011 | Ezulwini       | Swasiland  | 24. September | [ 10 ] [ 11 ]     |
| 13  | 2012 | ?              |            |               |                   |
| 14  | 2013 | ?              |            |               |                   |
| 15  | 2014 | Swakopmund     | Namibia    | 4. Oktober    | [ 12 ]            |
| 16  | 2015 | ?              | Lesotho    | 26. September | [ 13 ] [ 14 ]     |
| 17  | 2016 | Antananarivo   | Madagaskar | 4. September  | [ 15 ]            |
| 18  | 2017 | Karibib        | Namibia    | 16. September | [ 16 ]            |
| 19  | 2018 | Port Elizabeth | Südafrika  | 28. Juli      | [ 17 ]            |
| 20  | 2019 | Port Elizabeth | Südafrika  | 27. Juli      | [ 18 ]            |

- Die Ausgabe 2005 wurde auf einem kurzen Kurs abgehalten.[1]